# Сланоягодник
Сланоя́годник (лат. Haloragis) — род цветковых растений, типовой род семейства Сланоягодниковые (лат. Haloragaceae). 
Представители рода встречаются в Южном полушарии. 
Многолетние или однолетние травы или небольшие кустарники, многие произрастают в сильноувлажнённых местах.

## Виды
По информации базы данных The Plant List, род включает 6 видов:
- Haloragis aspera Lindl.
- Haloragis erecta (Murray) Oken typus — Сланоягодник прямостоячий
- Haloragis masatierrana Skottsb.
- Haloragis platycarpa Benth.
- Haloragis stricta R.Br. ex Benth.
- Haloragis tenuifolia Benth.